# Tullgrenella corrugata
Tullgrenella corrugata es una especie de araña saltarina del género Tullgrenella, familia Salticidae. Fue descrita científicamente por Galiano en 1981.
Habita en Brasil.